# Référendums de 2020 en Oregon
Quatre référendums ont lieu le 3 novembre 2020 en Oregon. La population est amenée à se prononcer sur les sujets suivants :
- Sur la réglementation des dépenses de campagne ;
- Sur l'augmentation de la taxe sur le tabac et la nicotine ;
- Sur la légalisation de la Psilocybine ;
- Sur la décriminalisation des drogues dures.